# Afgod
De term afgod (het prefix af- heeft hier de betekenis 'verwijderd van') verwijst naar een godheid die de spreker of schrijver vanuit zijn of haar religie niet als "de ware god" erkent. 

## Monotheïstische visie
Het is een begrip dat hoofdzakelijk in de abrahamitische religies wordt gebruikt en heeft een negatieve klank. Deze monotheïstische religies kennen één ware God. Alle andere godheden zijn derhalve afgoden, en hun verering, afgoderij of idolatrie genoemd, is godslasterlijk ten opzichte van de exclusief-ware Jahweh of Allah. 
In de Tenach, de Bijbel en de Koran wordt volgens joden, christenen en moslims één ware God beleden. Binnen het christendom wordt er ook vaak verwezen naar een afgodendienst, doelend op het vereren van een valse god of heilige; bij de protestanten (uitgezonderd het anglicanisme) wordt alle heiligenverering, inclusief Mariaverering, verworpen als een ('paapse') afgodendienst.

## Oneigenlijk
De term "afgod" wordt ook wel als synoniem voor een idool of afgodsbeeld of voor een niet-religieus idool gebruikt; verafgoden is dan "iets of iemand als idool hebben". Een verafgodend persoon in die betekenissen wordt ook wel een dweper genoemd.